# Acalantis
Acalantis (en grec antic Ἄκαλανθίς), va ser, segons la mitologia grega, una de les nou filles de Píer, rei de Macedònia.
Juntament amb les seves germanes, va desafiar les Muses a cantar, ja que creia que ella cantava millor. Les deesses, indignades, les van transformar totes en ocells. Acalantis va ser convertida en rossinyol. L'episodi està descrit a les Metamorfosis d'Ovidi.